# Oeljana Nigmatoellina
Oeljana Nikolajevna Nigmatoellina-Kajsjeva (Russisch: Ульяна Николаевна Нигматуллина-Кайшева) (Mozjga, 8 maart 1994) is een Russisch biatlete.

## Carrière
Nigmatoellina maakte haar wereldbekerdebuut in het seizoen 2015/16 maar wist geen punten te scoren dat seizoen. Het volgende seizoen werd ze 73e in de algemene stand, hij verbeterde het seizoen erop met een 48e plaats. In het seizoen 2018/19 ging het iets minder met een 56e plaats, het seizoen erop wist ze geen punten te scoren in de wereldbeker. In het seizoen 2020/21 zette ze meerdere stappen voorwaarts met een 20e plaats in het algemene klassement en 14e individueel.
Ze nam in 2019 deel aan haar eerste wereldkampioenschap waar ze 60e werd individueel en vijfde op de estafette. In 2021 was ze er opnieuw bij als 24e individueel, elfde op de estafette en negende op de gemengde estafette.
Ze nam in 2018 deel aan de Olympische Winterspelen waar ze 24e werd individueel, 33e op de sprint en 52e in de achtervolging. In 2022 nam ze voor de tweede keer deel aan de Spelen en wist een bronzen medaille te winnen in de gemengde estafette en een zilveren op de estafette. Ze werd daarnaast 13e op de sprint, elfde op de achtervolging en 17e op de massastart.

## Resultaten

### Olympische Winterspelen
| Jaar | Plaats      | Onderdeel   | Onderdeel | Onderdeel     | Onderdeel  | Onderdeel | Onderdeel          |
| Jaar | Plaats      | Individueel | Sprint    | Achtervolging | Massastart | Estafette | Gemengde estafette |
| ---- | ----------- | ----------- | --------- | ------------- | ---------- | --------- | ------------------ |
| 2018 | Pyeongchang | 24e         | 33e       | 52e           | –          | –         | 9e                 |
| 2022 | Peking      | 78e         | 13e       | 11e           | 17e        | ↑         | ↑                  |

### Wereldkampioenschappen
| Jaar | Plaats    | Onderdeel   | Onderdeel | Onderdeel     | Onderdeel  | Onderdeel | Onderdeel          | Onderdeel                 | Onderdeel |
| Jaar | Plaats    | Individueel | Sprint    | Achtervolging | Massastart | Estafette | Gemengde estafette | Single gemengde estafette |           |
| ---- | --------- | ----------- | --------- | ------------- | ---------- | --------- | ------------------ | ------------------------- | --------- |
| 2019 | Östersund | 60e         | –         | –             | –          | 5e        | –                  | –                         |           |
| 2021 | Pokljuka  | 24e         | 36e       | 29e           | –          | 11e       | 9e                 | –                         |           |

### Wereldbeker
Eindklasseringen
| Seizoen   | Algemeen | Individueel | Sprint | Achtervolging | Massastart |
| --------- | -------- | ----------- | ------ | ------------- | ---------- |
| 2015/2016 | –        | –           | –      | –             | –          |
| 2016/2017 | 73e      | –           | 67e    | 64e           | –          |
| 2017/2018 | 48e      | –           | 43e    | 42e           | –          |
| 2018/2019 | 56e      | 35e         | 66e    | 55e           | –          |
| 2019/2020 | –        | –           | –      | –             | –          |
| 2020/2021 | 20e      | 14e         | 20e    | 26e           | 22e        |
| 2021/2022 | 25e      | 5e          | 37e    | 29e           | 22e        |

Wereldbekerzeges
| Nr.       | Datum           | Plaats             | Onderdeel          |
| Estafette | Estafette       | Estafette          | Estafette          |
| --------- | --------------- | ------------------ | ------------------ |
| 1.        | 10 januari 2021 | Oberhof            | Gemengde estafette |
| 2.        | 24 januari 2021 | Antholz-Anterselva | 4 x 6 km estafette |